# Colibri à gorge améthyste
Lampornis amethystinus
Espèce
Statut de conservation UICN

 LC  : Préoccupation mineure
Statut CITES
Le Colibri  à gorge améthyste (Lampornis amethystinus) est une espèce de colibris de la sous-famille des Trochilinae et de la tribu des Lampornithini.

## Distribution
Le Colibri à gorge améthyste est présent au Mexique, au Guatemala, au Honduras et au Salvador.  La superficie du territoire qu'il occupe est estimée à 190 000 km2

Carte de répartition de l'espèce

## Habitat
Le Colibri à gorge améthyste habite les forêts montagneuses de chênes et de pins et les lisières forestières entre 900 m et 3 000 m d'altitude.

## Référence
(en) « Neotropical Birds Online », Cornell Lab of Ornithology, 10 août 2011